# Conservatisme en Australie
Le conservatisme en Australie est une force politique influente ayant façonné de nombreux aspects de la société australienne, notamment au travers de ses valeurs traditionnelles, de son engagement en faveur du libre marché, et de son soutien à l’institution monarchique. Le mouvement conservateur a une longue histoire en Australie, remontant à l'époque coloniale, et il continue de jouer un rôle clé dans la politique contemporaine, notamment à travers des partis comme le Parti libéral et le Parti national.